# Verl
Verl là một đô thị ở huyện Gütersloh trong bang Nordrhein-Westfalen, Đức. Verl có cự ly khoảng 15 km về phía nam của Bielefeld và 10 km về phía đông của Gütersloh.